# Acidaliodes infantilis
Acidaliodes infantilis är en fjärilsart som beskrevs av William Schaus 1912. Acidaliodes infantilis ingår i släktet Acidaliodes och familjen nattflyn. Inga underarter finns listade i Catalogue of Life.